# Алтуна (Висконсин)
Алтуна (енгл. Altoona) град је у америчкој савезној држави Висконсин.

## Демографија
По попису из 2010. године број становника је 6.706, што је 8 (0,1%) становника више него 2000. године.
| Група             | 2000.         | 2010.         |
| Белци             | 6.404 (95,6%) | 6.168 (92,0%) |
| Афроамериканци    | 27 (0,4%)     | 60 (0,9%)     |
| Азијати           | 77 (1,1%)     | 125 (1,9%)    |
| Хиспаноамериканци | 49 (0,7%)     | 171 (2,5%)    |
| Укупно            | 6.698         | 6.706         |